# レイ (原子力潜水艦)
|          |                          |
| 艦歴     |                          |
| 発注     | 1963年3月26日            |
| 起工     | 1965年1月4日             |
| 進水     | 1966年6月21日            |
| 就役     | 1967年4月12日            |
| 退役     | 1993年3月16日            |
| 除籍     | 1993年3月16日            |
| その後   | 原子力艦再利用プログラム |
| 性能諸元 |                          |
| 排水量   | 基準：3,950トン          |
| 全長     | 89 m (292 ft)            |
| 全幅     | 9.7 m (32 ft)            |
| 吃水     | 8.8 m (29 ft)            |
| 機関     | S5W reactor              |
| 最大速   | 25 ノット                |
| 乗員     | 士官14名、兵員95名       |
| 兵装     | 21インチ魚雷発射管4基    |
| モットー |                          |

レイ (USS Ray, SSN-653) は、アメリカ海軍の原子力潜水艦。スタージョン級原子力潜水艦の11番艦。艦名はエイの総称に因む。その名を持つ艦としてはガトー級潜水艦60番艦(SS/SSR-271)以来2隻目。

## 艦歴
レイの建造は1963年3月26日にバージニア州ニューポート・ニューズのニューポート・ニューズ造船所に発注される。1965年1月4日に起工し、1966年6月21日にトーマス・H・キュチェル夫人によって命名、進水し、1967年4月12日に艦長アルバート・L・ケリン中佐の指揮下就役した。
バージニア州ノーフォークを母港と指定されたレイは整調訓練と兵装およびソナー試験に従事し、1967年10月6日に出航、大西洋での潜水艦作戦活動を12月12日まで行った。1968年は4月8日から6月10日までと、11月13日から12月20日まで大西洋で活動した。
1969年の前半5ヶ月は定時の訓練および艦隊演習を東海岸、カリブ海で行う。6月6日にノーフォークを出航し特別任務に従事、6月26日にスコットランドのホーリー・ロッホに到着した。7月31日にスコットランドを出航し、8月12日にノーフォークに帰還した。同年後半から1970年にかけてレイは大西洋において艦隊の他の部隊と共に訓練を行った。
1970年の大半はノーフォーク沖の大西洋での作戦活動に費やされた。その作戦活動は主として訓練と試験に集中した。1970年12月にノーフォーク海軍造船所に入渠、14ヶ月のオーバーホールが行われた。1972年3月5日にノーフォークを出航し、様々な試験および演習を行う。その中にはNATOの演習「Strong Express」「Escort Deep」が含まれた。12月12日にノーフォークに帰還し、乗員はクリスマス休暇を母港で過ごした。1973年2月後半にノーフォークを出航、夏の半ばまで地中海を巡航し、ノーフォークに帰還すると大西洋での通常任務に従事した。
1977年9月20日、機器の故障と乗員の経験不足により、地中海で潜航中にレイは珊瑚の山に衝突した。ソナーが破壊され、補助ディーゼルエンジンはマウントから外れた。修理にはサウスカロライナ州チャールストンのチャールストン海軍造船所で1年の期間を要した。
12年後にレイは地中海へ戻った。1989年10月から1990年4月までフォレスタル戦闘グループの一部として6ヶ月の地中海巡航を行った。レイは様々な演習および潜水作戦活動に参加し、その中にはシドラ湾におけるリビアの「死のライン」内側での行動も含まれた。この配備の間、イタリアのラ・マッダレーナ、フランスのカンヌおよびトゥーロン、ジブラルタルを訪問している。レイはチャールストンに帰還するとチャールストン海軍造船所で定時のオーバーホールに入った。
レイは1993年3月16日に退役し、同日除籍された。その後ワシントン州ブレマートンで原子力艦再利用プログラムの下2002年3月15日に解体が始まり、2003年7月30日に作業は完了した。